# Hardcore ragga
Hardcore ragga (chiamato anche hardcore raggamuffin o hardcore dancehall) è un sottogenere del dancehall reggae – nello specifico del raggamuffin – sviluppato attorno ai primi anni novanta in Giamaica. 
Tra i principali esponenti di questo genere vanno riconosciuti artisti come Shabba Ranks, Capleton, Bounty Killer, Sizzla e Buju Banton, gran parte dei quali si affermarono nei primi anni novanta segnando il distacco dal primo raggamuffin (l'era early ragga) del precedente decennio.

## Storia
Le prime forme di raggamuffin (early ragga) – ovvero le prime sonorità dancehall digitali – nacquero ufficialmente nel 1985 come continuo del dancehall reggae, genere in origine strumentale evolutosi dal vecchio dj style a cavallo tra la fine degli anni settanta e i primi anni ottanta. Il cosiddetto early ragga dominò la scena reggae giamaicana per tutta la seconda metà degli anni ottanta, guidato da nuove star di successo del periodo come Tenor Saw, Nitty Gritty, King Kong, Anthony Red Rose e molti altri. Ma alle porte degli anni novanta, alcuni nuovi artisti ragga iniziarono ad assumere tratti più duri ed estremi nella loro musica, un'evoluzione che porterà sempre più i critici ad utilizzare il termine hardcore per riconoscere queste nuove sonorità nel corso del decennio. 
Il primo caso noto in cui venne utilizzato il termine hardcore ragga sembra risalire proprio nel periodo di sviluppo del genere, quando il famoso produttore reggae Gussie Clarke pubblicò la compilation Hardcore ragga: The music works dancehall hits, edita dalla Greensleeves Records nel 1990. Il disco raccoglieva parte del materiale raggamuffin prodotto da Clarke nei fine anni ottanta, per artisti come Shabba Ranks, Gregory Isaacs e J. C. Lodge, nonostante non fosse propriamente orientato sull'omonimo stile che vedrà lo sviluppo in quell'epoca.

### I pionieri, le caratteristiche e l'affinità col roots reggae
Nei primi anni novanta, la scena musicale giamaicana vede l'affermazione di alcuni artisti come Shabba Ranks, Beenie Man, Capleton, Buju Banton e Bounty Killer, che verranno poi riconosciuti come hardcore ragga in riferimento alle loro tendenze più estreme rispetto al primo raggamuffin (early ragga) della seconda metà degli anni ottanta. Questa evoluzione era contraddistinta da basi meno melodiche, voce dura e roca, largo uso di tematiche oscene e politicamente scorrette (slackness), frequenti influssi rap, e, al contrario della dancehall degli anni ottanta, un esplicito legame col rastafarianesimo. Buju Banton, Capleton, e Sizzla furono infatti tra i principali artisti che portarono il dancehall/ragga a sposare la spiritualità del roots reggae. 
Questo orientamento caratterizzante la nuova dancehall portò alla nascita del cosiddetto new roots, fenomeno che celebrava il ritorno del reggae alle radici africane e al rastafarianesimo dopo un decennio dominato dal dancehall reggae. Durante gli anni ottanta la musica dancehall si era inizialmente distinta per la tendenza a distaccarsi dalla religione e dalla spiritualità, ponendo maggiore enfasi sul ballo e su tematiche più superficiali. Il new roots dei primi anni novanta rappresentò l'epoca in cui molti artisti dancehall iniziarono a dimostrare affinità col rastafarianesimo più esplicite ed evidenti, importando influssi roots nella loro musica; parallelamente, alcuni artisti roots esordienti in quel periodo, come Luciano, Tony Rebel, Garnett Silk e i Morgan Heritage, iniziarono ad introdurre elementi dancehall/ragga nel proprio stile.

### Le controversie del genere e il successo commerciale
Se da una parte gli artisti hardcore ragga avevano dimostrato un riavvicinamento alla religione e alla spiritualità, erano però anche coloro che più promuovevano lo slackness come forma di espressione, ovvero l'uso di tematiche oscene e volgari come il sessismo, l'omofobia, la violenza e il razzismo. Shabba Ranks subì un calo di popolarità quando approvò il singolo di Buju Banton "Boom Bye Bye" (1992), un brano che incitava a sparare ai gay; Bounty Killer incitava all'uso delle armi; i riferimenti di Capleton verso le donne non erano mai politicamente corretti. Si dice addirittura che lo slackness adottato dagli artisti della prima era dancehall degli anni ottanta (early dancehall e early ragga) fosse relativamente innocuo se paragonato a ciò in cui si sarebbe evoluto nella successiva era hardcore ragga. 
Paradossalmente, l’hardcore ragga era sia la variante più dura, estrema e controversa del reggae, sia quella dal maggior successo commerciale. Durante gli anni novanta il ragga rimase fortemente radicato come il genere di reggae più popolare suonato nelle dancehall giamaicane: molti artisti ragga e hardcore conclusero dei contratti con grosse major discografiche, anche se gran parte di questi verranno gradualmente scaricati dalle stesse etichette con l'avanzare del decennio.

### Le affinità con il rap e con il mercato statunitense
In quest'epoca si faceva strada anche il ragga rap grazie all'affinità che il reggae stava dimostrando con la scena hip hop statunitense. Svariati artisti hardcore ragga avevano spesso sperimentato incroci tra rap e ragga affacciandosi nelle classifiche R&B statunitensi con la collaborazione con i rapper americani. I primi anni novanta videro infatti un'ondata di hit dancehall/ragga entrare nei canoni dell'hip hop, tra cui lavori di Chaka Demus & Pliers, Shabba Ranks, Super Cat, Cutty Ranks e Buju Banton (molti dei quali introdussero remix rap all'interno dei loro pezzi più noti). Molti rapper in risposta iniziarono ad ospitare nelle proprie incisioni artisti reggae: dj dancehall/ragga come Beenie Man, Capleton e Yellowman figurarono più volte come ospiti all'interno degli album di svariati artisti rap americani.

## Rappresentazioni del genere
Una rappresentazione del hardcore ragga degli anni novanta può essere ritrovata nella raccolta 90's Hardcore Ragga Dancehall Mix (Greensleeves, 2007), mixata dal dj newyorkese Bobby Konders, la quale racchiude molti brani rappresentativi del genere nel suo primo decennio di vita. Un'altra compilation orientata sul genere può essere Ragga Ragga Ragga! 15 (Greensleeves, 2001)

## Significato
Sebbene le definizioni sui termini dancehall e raggamuffin siano spesso confuse e contrastanti, è bene riconoscere gli effettivi significati che identificano i generi in questione. La grande categoria della musica dancehall reggae negli anni ha subito molteplici evoluzioni, che l'hanno portata a svariate diramazioni e sottogeneri. 
Inizialmente, per dancehall reggae o semplicemente dancehall veniva intesa, in termini prettamente sonori, una forma di reggae costruita su vecchie basi rocksteady e della prima epoca reggae (early reggae) rivisitate, con sonorità più semplici, essenziali, dure e profonde rispetto agli stili precursori degli anni settanta (roots reggae, one drop, rockers, steppers), ma dove la base musicale era ancora suonata da strumentisti. A sua volta, il dancehall reggae di divideva nella scuola dei cantanti e quella dei dj/toaster. 
A metà degli anni ottanta si assistette alla nascita del raggamuffin (ragga), genere che rappresentò un'evoluzione della prima dancehall (early dancehall), dove l'unica peculiarità che lo distingueva dalle forme originarie era la base musicale digitale (per questo prende anche il nome alternativo di digital dancehall). Anche in questo caso, il primo ragga (early ragga) si suddivideva nelle forme strettamente cantate e quelle dominate dai dj/toaster. 
Poco dopo l'affermazione del raggamuffin, nella seconda metà degli anni ottanta sorse il ragga rap, ovvero il connubio tra il dancehall reggae digitale (ragga) e la musica rap statunitense. L’hardcore ragga infine ha delineato le forme di raggamuffin più dure ed estreme, sviluppatesi a partire dai primi anni novanta. 
Il termine, pur essendo ampiamente riconosciuto nella terminologia comune e nell'ambito enciclopedico e giornalistico musicale internazionale, sembra essere poco popolare tra il pubblico raggae. Esistono infatti alcuni indizi che documentano l'uso del termine almeno dal 1994, ma in generale è certamente usato dagli anni novanta, proprio il decennio che segnò la nascita del genere.

## Alcuni artisti Hardcore ragga
- Anthony B
- Beenie Man[1]
- Bounty Killer[21]
- Buju Banton[4]
- Burro Banton
- Capleton[4]
- Elephant Man
- Jah Mason
- General B[22]
- Mad Cobra
- Mavado[7]
- Major Mackerel
- Mega Banton
- Mr. Vegas[23]
- Ninjaman
- Shabba Ranks[4]
- Silvercat
- Sizzla[1]
- Spragga Benz
- Vybz Kartel[7]
- Ward 21[7]